# Шарль Сван
Шарль Сван (фр. Charles Swann) — один из центральных персонажей цикла романов Марселя Пруста «В поисках утраченного времени» (далее — «Поиски»).

## Шарль Сван в «Поисках»

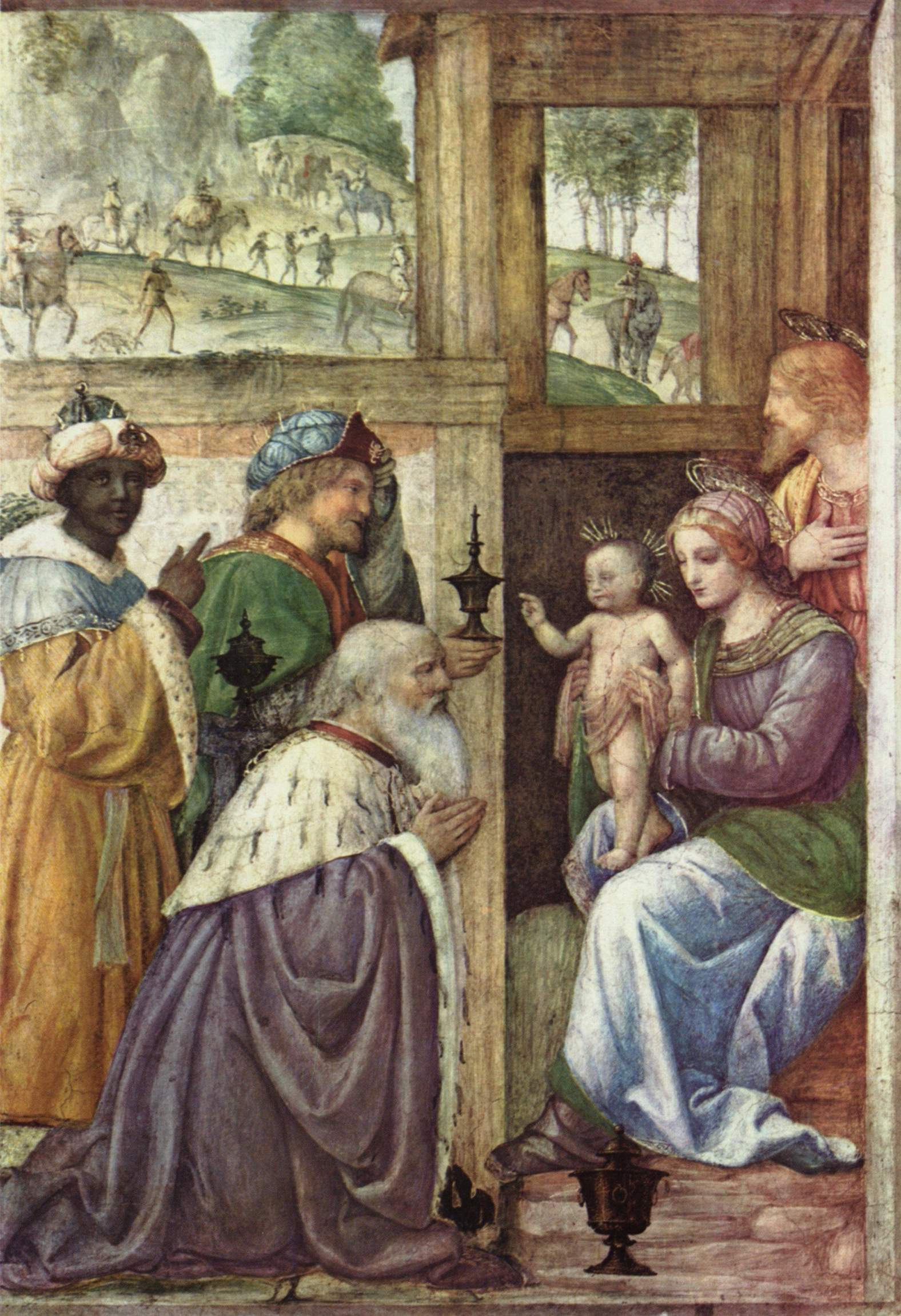
Луини, Бернардино Поклонение волхвов. I четверть XVI в. Лувр (Сван внешне напоминал белокурого волхва)

Шарль Сван — крещёный еврей, сын биржевого маклера, племянник леди Израэльс, коллекционер, автор незавершенной книги о Вермеере. «Сван являлся одним из самых элегантных членов Джокей-клуба, близким другом графа Парижского и принца Уэльского, желанным гостем Сен-Жерменского предместья». Выработав «полуартистическую, полусветскую манеру держать себя», он, принятый и в домах буржуазии, легко перемещался в обоих этих почти непересекающихся кругах. Сван, давший своё имя первой книге «Поисков», появляется в её начале как сосед и близкий друг семьи Рассказчика в Комбре, владелец имения Тансонвиль. «Обычно в гостях у нас был только Сван; если не считать случайных посетителей, он был почти единственным нашем гостем в Комбре». Когда в вечерних сумерках в саду появлялся гость, «дедушка говорил: „Я узнаю голос Свана“. Свана действительно узнавали только по голосу; его нос с горбинкой, зелёные глаза, высокий лоб, светлые, почти рыжие волосы, причёсанные под Брессана, — всё это было трудно разглядеть». В семье Рассказчика находили его сходство с белокурым волхвом на фреске Бернардино Луини (это же сходство в молодости отмечали и у отца героя).
Большой любитель женщин, в молодости Сван был неистощим в поисках любовных приключений. Примерно в год рождения Рассказчика Свана полностью захватила любовная страсть к «даме полусвета» Одетте де Креси (их роман продолжался несколько лет). Переболев этой страстью и охладев к Одетте, он женился на ней — из-за любви к их дочери Жильберте. Предыстория отношений Свана и Одетты («Любовь Свана») выделена Прустом в отдельную часть первой книги «Поисков» и служит предвосхищением любви и ревности Рассказчика к Альбертине.
Подросток-Рассказчик сходится со Сваном, влюбившись в его дочь Жильберту. «Он и г-жа Сван — ведь дочка жила с ними, и её занятия, игры, круг знакомств зависели от них — были… полны для меня… непроницаемой таинственности, томящего очарования. Всё, что их касалось, вызывало во мне ненасытное любопытство, и когда Сван (которого прежде, во времена его дружбы с моими родными, я часто видел и который не возбуждал во мне интереса) заходил за Жильбертой на Елисейские поля, то, как только моё сердце, начинавшееся колотиться при одном виде его серой шляпы и плаща с капюшоном, успокаивалось, Сван представлялся мне исторической личностью, о которой мы совсем немного читали, каждая чёрточка которой приковывает к себе наше внимание». Став вскоре постоянным гостем Сванов, Рассказчик подружился с отцом Жильберты и много узнал о нём (в дополнение к тому, что рассказывали о Сване в семье Марселя). Брак с Одеттой сильно изменил Свана: «Приноровив к невысоким духовным запросам этой женщины свойственный ему инстинкт, желания, предприимчивость, он ради того, чтобы опуститься до уровня своей спутницы жизни… (продолжая бывать один у своих друзей, которым он не желал навязывать Одетту, раз они сами не настаивали на знакомстве с ней) повел совместно с женой иную жизнь и окружил себя новыми людьми, то вполне естественно, что, оценивая разряд, к какому принадлежали эти люди… он избрал мерилом не самых ярких представителей того общества, в котором он вращался до женитьбы, а давних знакомых Одетты». При этом неизменной осталась любвеобильность Свана: ко временам брака с Одеттой относится его роман с маркизой де Говожо-младшей (сестрой Леграндена).
Уже в детские годы Марселя его родные «отмечали ненормальную, раннюю, постыдную старость Свана»; теперь же отец Жильберты лыс и поедает пряники «в большом количестве в целях гигиены: они помогали ему от экземы и от запоров». Расставшись с Жильбертой и не видясь с её отцом, Рассказчик через несколько лет встречает уже смертельно больного Свана у герцогини Германтской и на приёме у принца Германтского. «Сван был одет элегантно, и в этой элегантности, похожей на элегантность его жены, улавливалось сочетание того, каким он стал, с тем, каким он был прежде». Но лицо его поразительно изменилось: «щеки у Свана впали, отчего лицо его стало меньше, то ли из-за артериосклероза… от которого лицо Свана стало красным, как у пьяницы, и который изуродовал его, как уродуются лица под действием морфина… за последнее время на лице Свана особенно отчетливо проступили характерные внешние черты его расы, между тем как в его душе росло чувство нравственной солидарности с другими евреями — солидарности, о которой Сван всю свою жизнь как будто бы забывал и которую, наслаиваясь одно на другое, пробудили в нём смертельная болезнь, дело Дрейфуса и антисемитская пропаганда». Рассказчик и автор «Поисков» отмечают, что дрейфусарство произвело в Сване «такой переворот, какого не произвела в нём женитьба на Одетте… на него нашло затмение, делавшее его смешным. Ко всему, чем он восторгался и от чего ему было тошно, он прилагал теперь новое мерило, дрейфусарство»; «„Я страдаю, как и вы, — писал Пруст одному другу, — видя, что Сван становится менее симпатичным и даже смешным… но искусство — это вечное жертвование чувства истине“».
Свану, как и Рассказчику, было свойственно впадать в иллюзии, но Сван не всегда был способен их преодолевать. «Сван принадлежал к числу людей, которые долго жили иллюзиями любви и которые убедились, что, позаботившись о благосостоянии многих женщин и тем осчастливив их, они не заслужили признательности, не заслужили нежности; зато в своем ребёнке они ощущают привязанность, которая воплощена даже в фамилии и благодаря которой они будут жить и после смерти». Эта иллюзия оказалась разрушенной уже после смерти Свана (упомянутой в четвёртой книге «Поисков») — удочерённая новым мужем своей матери Жильберта де Форшвиль предпочитала не вспоминать фамилию своего настоящего отца.
Шарль Сван, служивший в ранней молодости в Национальной гвардии и получивший в 1870 году орден Почётного легиона, был похоронен в Комбре с воинскими почестями.

## Шарль Сван и его взаимосвязь с Рассказчиком и автором
«Шарль Сван у Пруста — не только персонаж центральный, соединяющий разные концы и начала, явный медиатор между другими персонажами и их группами»; при этом «одна из основных, постоянных, хотя и видоизменяющихся черт Свана — это его одиночество». Свана можно рассматривать как своего рода alter ego, проекцию Рассказчика, который сам говорит о сходстве характера Свана со своим и за которым выступает фигура самого Пруста. «Любовь Свана к Одетте… составляет часть серии, которая продолжается в любви героя Поисков к Жильберте, к герцогине Германтской и к Альбертине. Сван выступает инициатором судьбы… Сван играет здесь роль случая, но без этого случая серия была бы другой. С другой точки зрения, Сван — нечто большее: он — тот, кто с самого начала знает в совершенстве закон серии, владеет секретом поступательного движения и сообщает герою „пророческое предостережение“; любимое существо подобно Узнику…». «Сван — капризное зеркало, в которое глядится рассказчик: первый задает образец, второй ему следует». В этом отношении весьма существенны и критические взгляды Рассказчика на жизненный путь Свана, который ожидает и его, но который он не хотел бы повторить: «тщеславие внушило ему мысль о светской карьере, из-за которой он растратил свои способности на пустые забавы, а свои познания в области искусства обнаруживал в советах дамам из общества, покупавшим картины и обставлявшим свои особняки»; Сван не мог углубиться в мысль о реальном положении дел в их отношениях с Одеттой — «приступ умственной лени, которая была у него врождённой, перемежавшейся и роковой, погасил в его сознании свет с такой скоростью, с какой в наше время, когда всюду проведено электрическое освещение, можно выключить электричество во всём доме».

## Прототипы

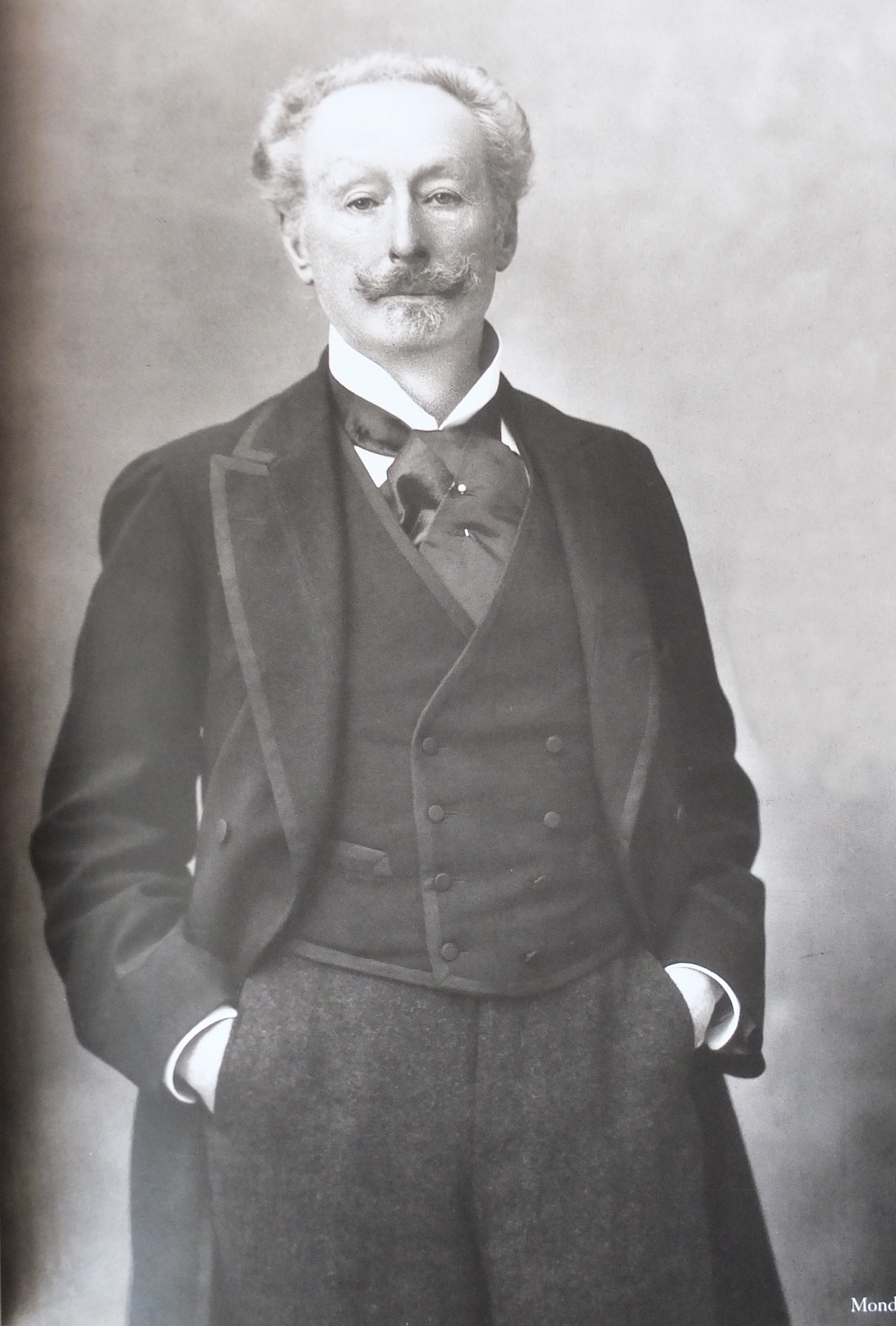
Шарль Аас. 1895. Фото Надара

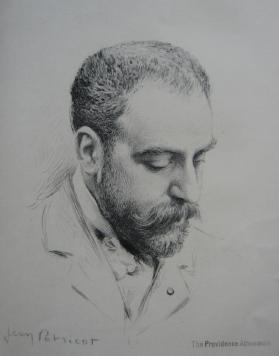
Шарль Эфрусси. Рисунок, 1905

- Шарль Аас (1833—1902), «сын одного биржевого маклера… член Жокей-клуба, баловень Грефюлей, друг принца Уэльского, графа Парижского, носивший, как и Сван, рыжий ёжик на манер Брессана», «денди и эрудит, знаток итальянской живописи… любовник Сары Бернар; некоторое время (с 1868 г.) был по ходатайству Мериме генеральным инспектором исторических памятников»[34]. Сам Пруст почти прямо указывает на Шарля Ааса — в тот момент, когда Рассказчик посвящает Свану следующие строки: «Дорогой Шарль Сван, которого я так мало знал, потому что был ещё очень молод, вы, который сейчас лежит в гробу! Тот, на кого вы, наверно, смотрели как на дурачка, сделал вас героем одного из своих романов, благодаря чему о вас заговорили снова, и, пожалуй, вы ещё будете жить. Если, глядя на картину Тиссо, изображающую балкон Клуба на Королевской, где вы находитесь вместе с Галифе, Эдмоном де Полиньяком и Сен-Морисом, о вас так много говорят, то это потому, что в образе Свана находят некоторые ваши черты»[35] — на картине, написанной в 1868 году и экспонировавшейся на выставке в Париже летом 1922 года, вместе с указанными реальными лицами изображён Шарль Аас[36],[37].
- Эфрусси, Шарль, основатель и директор «Газеты изящных искусств», завсегдатай салонов принцессы Матильды, коллекционер и эрудит, автор эссе о Дюрере[38]; «художественные интересы Свана взяты Прустом не у Ааса, а скорее всего у Эфрусси. Однако дендизм Свана, его щегольство и светскость на первых порах были решающими в трактовке этого персонажа, и тут прямой путь лежал к Шарлю Аасу»[39].

## В экранизациях
- Джереми Айронс — «Любовь Свана» Фолькера Шлёндорфа (1984)
- Бернард Паутрат — «Обретённое время» Рауля Руиса (1999).
- Эрик Рюф — «В поисках утраченного времени» Нины Компанеец (2011)